# Колда
Ко́лда (фр. Kolda) — місто на півдні Сенегалу.

## Географія
Адміністративний центр області Колда. Розташоване за 670 км на південний схід від столиці країни, міста Дакар, недалеко від кордону з Гвінеєю-Бісау.

## Населення
За даними на 2013 рік чисельність населення міста становила 72 588 осіб . Велика частина населення належить до етнічної групи фульбе.
 Динаміка чисельності населення міста за роками: 
| 1988   | 1 997  | 2001   | 2002   | 2013   |
| ------ | ------ | ------ | ------ | ------ |
| 34 337 | 45 553 | 61 770 | 53 921 | 72 588 |